# Jean Louis Armand de Quatrefages de Bréau
Jean Louis Armand de Quatrefages de Bréau (Berthézène, 6 febbraio 1810 – Parigi, 12 gennaio 1892) è stato uno zoologo e antropologo francese.

## Biografia
Armand de Quatrefages da giovane studente cominciò ad interessarsi alla fisica e, nel 1829, conseguì il dottorato in Scienze presso la Facoltà di Strasburgo con una tesi in balistica: "Teoria di un colpo di cannone".

Nel 1832, sempre a Strasburgo, si laureò anche in Medicina, con una tesi sull'estroflessione della vescica. Uno dei suoi maestri fu Georges Louis Duvernoy (1777-1855) già collaboratore di Georges Cuvier (1769-1832).
A partire dal 1838 insegnò zoologia alla Facoltà di Scienze di Tolosa, ma poco tempo dopo lasciò quest'incarico per trasferirsi a Parigi, dove incontrò Henri Milne-Edwards (1800-1885), che divenne il suo datore di lavoro e amico personale.

Due anni più tardi ottenne una terza laurea, in Storia naturale; questa volta la sua tesi comparve dopo due anni, con il titolo " Tesi sui caratteri zoologici dei roditori e particolarmente sulla loro dentatura". Fu questo l'inizio del suo interesse per la zoologia che lo portò a lavorare in particolare sugli invertebrati marini. Pubblicò così, nel 1844 "L'organizzazione degli animali senza vertebre sulle coste della Manica".

Quatrefages si interessò particolarmente anche all'anatomia degli anellidi e pubblicò le sue "Ricerche sul sistema nervoso, l'embriologia, gli organi dei sensi e la circolazione degli anellidi" dal 1844 al 1850, nonché "Affinità e analogie fra lombrichi e sanguisughe". Non tralasciò peraltro anche l'interesse pratico delle sue ricerche, e per questo studiò quei molluschi bivalvi che causavano gravi danni alle imbarcazioni di legno, le Teredine: "Storia naturale delle Teredine" (1848-1849).

Insegnò quindi al Liceo Napoleone, prima di essere eletto membro dell'Accademia delle Scienze nel 1852 e di ricoprire, nel 1855, la cattedra di antropologia e di etnografia al Museo nazionale di Scienze naturali di Parigi. Continuò comunque i suoi studi nel campo della zoologia, questa volta con una particolare attenzione al baco da seta.

Nel 1853 descrisse minuziosamente le sue esplorazioni sulle coste della Normandia e della Bretagna nel testo "Ricordi di un naturalista" e si interessò altresì alla questione dell'acclimatazione degli animali esotici, così come dei problemi della piscicoltura; su quest'ultimo argomento pubblicò nel 1854 "Studi sulla fecondazione artificiale delle uova di pesce".

È nel 1861 che fu edito il suo famoso libro sull'unità della specie umana, prima opera di una lunga serie di testi di antropologia. E nel 1867 diede alle stampe un rapporto sulla situazione della ricerca antropologica in Francia.

Nel 1870 studiò l'opera di Charles Darwin (1809-1882) e dei suoi precursori francesi, così come la teoria lamarckiana sul trasformismo.

Nel 1875 partecipò alla fondazione della Scuola di Antropologia.

Nel 1877 pubblicò "La specie umana" e definì in particolare la "razza Cro-Magnon".

Nel giugno del 1879 fu eletto membro straniero della Royal Society di Londra e membro dell'Accademia di Medicina, e nello stesso anno
pubblicò la sua "Introduzione allo studio delle razze umane", poi, nel 1892 apparve il suo ultimo libro, una nuova opera sul darwinismo, intitolata "Gli emuli di Darwin".
Armand de Quatrefages si oppose alla teoria dell'evoluzione, creando per l'uomo un regno a parte. (Il suo libro "Crania ethnica" del 1882, che co-firmò con Ernest Hamy (1842-1908) verteva del resto già sulle forme del cranio degli esseri umani). Più che l'evoluzione in sé, egli avversò infatti la sua applicazione alla specie umana.

Se l'opera zoologica di Quatrefages è particolarmente importante e assai pertinente, al contrario le sue teorie etnologiche sono oggi totalmente dimenticate.

Nel 1893, un anno dopo la sua morte, venne intitolata a suo nome una via nel quartiere del Jardin des Plantes di Parigi, presso il Museo dove egli aveva a lungo lavorato.

## Elenco parziale delle opere
- Considérations sur les caractères zoologiques des rongeurs (1840)
- De l'organisation des animaux sans vertèbres des Côtes de la Manche (Ann. Sc. Nat., 1844)
- Recherches sur le système nerveux, l'embryogenie, les organes des sens, et la circulation des annélides (Ibid., 1844-1850)
- Sur les affinités et les analogies des lombrics et des sangsues (Ibid.1844-1850)
- Sur l'histoire naturelle des tarets (Ibid., 1848-1849)
- Physiologie comparée, métamorphoses de l'homme et des animaux (1862)
- Les Polynésiens et leurs migrations (1866)
- Histoire naturelle des Annelés marins et d'eau douce, 2 vol., (1866)
- La Rochelle et ses environs (1866)
- Charles Darwin et ses précurseurs français (1870). Uno studio sulla teoria dell'evoluzione in cui l'autore adotta la stessa impostazione di Alfred Russel Wallace e avversa l'applicazione della dottrina darwiniana all'uomo.
- La Race prussienne (1871)
- Crania Ethnica, (in collab. con Ernest Hamy), 2 vol., 1875-1882). Un lavoro basato su dati antropologici francesi e stranieri, simile a Crania di Thurnam et Davis, e a Crania Americana and Crania Aegyptiaca di S. G. Morton.
- L'Espèce humaine (1877)
- Nouvelles études sur la distribution géographique des Négritos (1882)
- Hommes fossiles et hommes sauvages (1884)
- Histoire générale des races humaines, 2 vol., (1886-1889). Il primo volume è una introduzione, il secondo tenta una classificazione completa delle razze.
- Les Pygmées. Les Pygmées des anciens d'après la science moderne; Negritos ou Pygmées asiatiques; Négrilles ou Pygmées africains; Hottentots et Boschismans (Con 31 figure nel testo),(1887).